# DeWanna Bonner
DeWanna Bonner (* 21. August 1987 in Fairfield, Alabama) ist eine US-amerikanisch-nordmazedonische Basketballspielerin.

## Leben und Karriere
Vor ihrer professionellen Karriere in der WNBA spielte Bonner von 2005 bis 2009 College-Basketball für die Auburn University. Sie wurde beim WNBA Draft 2009 an 5. Stelle von den Phoenix Mercury ausgewählt, für die sie von 2009 bis 2019 in der nordamerikanischen Basketballprofiliga der Damen spielte und mit denen sie 2009 und 2014 die WNBA-Meisterschaft gewann. Seit 2020 steht sie im Kader von Connecticut Sun.
In der WNBA-Off-Season spielt Bonner für diverse Vereine im Ausland. Seit 2021 steht sie bei dem türkischen Verein Çukurova Basketbol unter Vertrag.
Bonner wird auf den Positionen Small Forward und Shooting Guard eingesetzt.
Seit 2016 ist sie mit ihrer WNBA-Kollegin Candice Dupree verheiratet. Im Jahr 2017 brachte Bonner Zwillingstöchter zur Welt.
Am 2. Februar 2025 unterschrieb Bonner einen Jahresvertrag mit den Indiana Fever. Am 17. Mai 2025, bei ihrem Debüt in der regulären Saison für Fever, erreichte Bonner die dritthöchste Punktzahl in der WNBA in der lebenslangen Wertung, indem sie Tina Thompson übertraf.